# Fondation de recherches internationales sur les flammes
 (décembre 2020).
La Fondation de recherches internationales sur les flammes (appelée FRIF ou encore IFRF pour International Flame Research Foundation), est une association de recherche et un réseau fondé en 1948 à IJmuiden (Pays-Bas), installée entre 2005 et 2016 à Livourne (Italie), puis depuis 2017 à Sheffield (Royaume-Uni).
En 2017, l'IFRF regroupe environ 1 000 chercheurs en combustion industrielle, s'intéressant en particulier à l'étude des flammes, répartis dans environ 130 organisations membres, provenant des secteurs industriels et académiques du monde entier. Depuis 2012, les professionnels, chercheurs indépendants ou retraités peuvent également être membres. L'adhésion est gratuite pour les étudiants non diplômés. L'IFRF facilite la mise en réseau de ses membres à la fois en ligne et dans le monde, en organisant des conférences et des ateliers techniques. En plus de ses propres activités de recherche, l'IFRF peut être amenée à effectuer des contrats de recherche pour des tiers et participe à de grands projets européens de recherche.
Sa vision est définie comme suit : « Être le point de référence international pour la combustion industrielle propre et efficace. »
Sa mission est de : « Faire avancer la recherche de combustion appliquée et de promouvoir la coopération et le transfert d'informations dans la communauté internationale de la combustion. »

## Publications
L'IFRF édite :
- le journal Industrial Combustion, Journal of the International Flame Research Foundation  (ISSN 2075-3071) depuis 1999, à l'origine nommé IFRF Combustion Journal de septembre 1999 à août 2009  (ISSN 1562-479X),
- le Monday Night Mail - MNM - depuis 1999, toutes les deux semaines  (ISSN 1562-4781),
- le Combustion Handbook, depuis 2001  (ISSN 1607-9116).

Ces trois publications sont consultables librement en ligne, et par abonnement gratuit pour le MNM.

## Activités
L'IFRF organise des conférences (depuis 1969) et des journées techniques (depuis 1989) appelées TOTeM (Topic-Oriented Technical Meetings).

### Topic-Oriented Technical Meetings (TOTeM)
Les TOTeM sont organisées une ou deux fois par an :
| TOTeM n° | Thème | Année | Lieu                             | Pays     |
| -------- | --- | ----- | -------------------------------- | -------- |
| 50       | Decarbonising combustion in hard-to-abate sectors                                                                          | 2023  | Piacenza (Politecnico di Milano) | Italie   |
| 49       | Chemical energy carriers for long-term storage and long-distance transport of renewable energies                           | 2023  | Mulhouse (LGRE)                  | France   |
| 48       | Decarbonisation of industrial combustion using hydrogen                                                                    | 2022  | Jouy-en-Josas (Air Liquide)      | France   |
| 47       | Additive manufacturing for combustion application                                                                          | 2020  | Paris (Groupe Fives)             | France   |
| 46       | Waste-to-energy – Status and perspective of technologies                                                                   | 2019  | Pise                             | Italie   |
| 45       | Gas turbines for future energy systems                                                                                     | 2018  | Cardiff                          | GB       |
| 30       | Computational Fluid Dynamics – Simulation of Combustion Processes                                                          | 2007  | Waikoloa (HI)                    | USA      |
| 28       | Mercury, trace metals and fine particulates – Issues and Solutions                                                         | 2008  | Salt Lake City (UT)              | USA      |
| 25       | Quest for Zero Emission in Industrial Furnaces -State of the Art and Future Development of High Temperature Air Combustion | 2003  | Stockholm                        | Suede    |
| 21       | Combustion Trends in Cement and Mineral Processing Industries                                                              | 2002  | Linkebeek                        | Belgique |
| 20       | Combustion Trends in Power Generation Industries                                                                           | 2002  | Linkebeek                        | Belgique |
| 12       | Application of Mathematical Modelling of full Scale Industrial Processes: Status and need for Sub-Models                   | 1999  | Guernesey                        | GB       |

### Conférences de l'IFRF
Les conférences sont organisées tous les deux ou trois ans :
| Conférence                                                                                                | Année | N° | Lieu            | Pays      |
| --- | ----- | -- | --------------- | --------- |
| IFRF 2018 Conference "Clean, efficient and safe industrial combustion"                                    | 2018  | 19 | Sheffield       | GB        |
| 18th IFRF Members Conference "Flexible and clean fuel conversion in industry"                             | 2015  | 18 | Freising        | Allemagne |
| 17th IFRF Members Conference "Clean and efficient fuel conversion in industry"                            | 2012  | 17 | Maffliers       | France    |
| 16th IFRF Members Conference "Combustion and sustainability: new technologies, new fuels, new challenges" | 2009  | 16 | Boston          | USA       |
| 15th IFRF Members Conference "Combustion in an Efficient and Environmentally Acceptable Manner"           | 2007  | 15 | Pise            | Italie    |
| 14th IFRF Members Conference                                                                              | 2004  | 14 | Noordwijkerhout | Pays-Bas  |
| 13th IFRF Members Conference                                                                              | 2001  | 13 | Noordwijkerhout | Pays-Bas  |
| 12th IFRF Members Conference                                                                              | 1998  | 12 | Noordwijkerhout | Pays-Bas  |
| 11th IFRF Members Conference                                                                              | 1995  | 11 | IJmuiden        | Pays-Bas  |
| 10th IFRF Members Conference                                                                              | 1992  | 10 | IJmuiden        | Pays-Bas  |
| 9th IFRF Members Conference                                                                               | 1989  | 9  | IJmuiden        | Pays-Bas  |
| 8th IFRF Members Conference                                                                               | 1986  | 8  | IJmuiden        | Pays-Bas  |
| 7th IFRF Members Conference                                                                               | 1983  | 7  | IJmuiden        | Pays-Bas  |
| 6th IFRF Members Conference                                                                               | 1980  | 6  | IJmuiden        | Pays-Bas  |
| 5th IFRF Members Conference                                                                               | 1978  | 5  | IJmuiden        | Pays-Bas  |
| 4th IFRF Members Conference                                                                               | 1976  | 4  | IJmuiden        | Pays-Bas  |
| 3rd IFRF Members Conference                                                                               | 1973  | 3  | IJmuiden        | Pays-Bas  |
| 2nd IFRF Members Conference                                                                               | 1971  | 2  | IJmuiden        | Pays-Bas  |
| 1st IFRF Members Conference                                                                               | 1969  | 1  | IJmuiden        | Pays-Bas  |

## Caractérisation des flammes
Depuis sa création, l'IFRF fabrique et teste des systèmes de mesures pour les flammes, par exemple des sondes ou pyromètres à aspiration. Ces études se font dans des fours pilotes ou industriels, les brûleurs pour tous types de combustibles sont également étudiés.

## Structure
Le réseau des membres de l'IFRF est géré par huit comités nationaux et par le siège qui coordonne les services dans les régions non couvertes par les comités nationaux, via les membres associés. Actuellement, 21 pays sont couverts, essentiellement en Amérique, en Europe et en Australie.

### Comités
- American Flame Research Committee - AFRC ;
- British Flame Research Committee -  BFRC ;
- Finnish Flame Research Committee - FFRC ;
- French Flame (Comité français) - CF ;
- German Flame (Deutsche Vereinigung für Verbrennungsforschung e.V.) - DVV ;
- Italian Flame (Comitato Italiano) - CI ;
- Dutch Flame (Nederlandse Vereniging voor Vlamonderzoek) - NVV ;
- Swedish Flame Research Committee - SFRC ;
- Associate Members Group - AMG - regroupe les membres qui sont dans un pays où il n'y a pas de comité national.

### Gouvernance
L'IFRF est gérée par un Joint Committee, regroupant les représentants des comités nationaux et par un Comité Exécutif.

### Localisation
De 1948 à 2005 l'IFRF était basée dans le centre de R&D de CORUS R&D à IJmuiden (Pays-Bas). 
En 2005, elle a déménagé dans les locaux d'ENEL à Livorno (Italie), les campagnes de mesures recommencèrent le 27 novembre 2006. En 2015, un processus de déménagement des bureaux et des laboratoires de l'IFRF a été initié. 
Depuis 2017, l'Université de Sheffield et les laboratoires du PACT accueillent l'IFRF.

## Comité français de l'IFRF

### Activités du Comité français
Le Comité français de l'IFRF est une association à but non lucratif, crée le 2 février 1980, qui à pour objet de : faciliter le développement de la recherche dans le domaine des combustions industrielles et faire bénéficier ses adhérents, sociétés et laboratoires de recherches, des connaissances acquises, et d'assurer la représentation de ses membres auprès de la fondation de recherche internationale sur les flammes. Il organise :
- au minimum deux fois par an une assemblée générale avec visite et/ou présentation d'installations d'un des membres adhérents, ou en rapport avec la combustion industrielle (cf. liste plus bas),
- des manifestations scientifiques et techniques, en rapport avec la combustion industrielle, avec une fréquence plus irrégulière (cf. ci-dessous).

#### Manifestations co-organisées
- 2022: TOTeM 48 Hydrogen for decarbonisation, Campus d'Air Liquide à Jouy-en-Josas[30].
- 2020 : TOTeM 47 Additive manufacturing for combustion application, journée technique sur l'impression additive appliquée à la combustion, Paris, 5 février[31],[32] ;
- 2019 : Combustion dans les foyers industriels : objectif zéro émissions, Journée thématique Groupement français de combustion et CF IFRF, Medon, 3 octobre[33];
- 2014 : Journées communes avec les Comités français et italiens du Combustion Institute et de l'IFRF, Pise, 23-24 avril[34],[35],[36] ;
- 2012 : IFRF 17th International Member Conference, conférence internationale des membres de l'IFRF, Maffliers, 11-13 juin[37] ;
- 2010 : Enjeux de la Combustion Enrichie en Oxygène avec le Programme Interdisciplinaire Énergie 3 du CNRS et le Groupement français de combustion[38], Paris, 14 octobre[39],[40] ;
- 2009 : British – French Flame Days : Challenges in Combustion Technology: Security of Supply, Efficiency and Development, avec le Comité britannique, Lille, 9 et 10 mars[41],[42],
- 2002 : Applications de la métrologie récente aux échelles semi-industrielle et industrielle, Journée thématique Groupement français de combustion et CF IFRF, Saint-Denis la Plaine, 26 mars[43].

#### Assemblées Générales
| Année | Date        | Lieux                                                              | Ville          |
| ----- | ----------- | ------------------------------------------------------------------ | -------------- |
| 2023  | 18 novembre | Centre technique des industries aérauliques et thermiques - CETIAT | Villeurbanne   |
| 2023  | 14 juin     | LGRE                                                               | Mulhouse       |
| 2023  | 12 janvier  | Groupe Fives                                                       | Paris          |
| 2022  | 12 mai      | RICE (Research & innovation center for energy) GRTgaz              | Alfortville    |
| 2021  | 18 novembre | LGRE Mulhouse                                                      | Mulhouse       |
| 2021  | 3 juin      | CNRS ICARE (réunion à distance),                                   | Orléans        |
| 2020  | 19 novembre | Engie Lab Crigen (réunion à distance)                              | Stains         |
| 2020  | Juin        | CNRS Orléans (annulée à cause du Covid-19)                         | Orléans        |
| 2019  | 4 décembre  | Fives Stein                                                        | Maisons-Alfort |
| 2019  | 14 juin     | Fives European Combustion Centre                                   | Piacenza (IT)  |
| 2018  | novembre    | CNRS EM2C CentraleSupelec                                          | Gif-sur-Yvette |
| 2018  | 8-9 juin    | Total Oleum                                                        | Dunkerque      |
| 2017  | 23 novembre | Ademe                                                              | Angers         |
| 2017  | 16 mai      | TechnipFMP                                                         | Courbevoie     |
| 2016  | 1 décembre  | Compagnie Parisienne de Chauffage Urbain (CPCU)                    | Paris          |
| 2015  | 16 mai      | Université de Mons                                                 | Mons (BE)      |
| 2014  | 18 novembre | École des Mines d'Albi,                                            | Albi           |
| 2013  | 12 décembre | CEA LITEN                                                          | Genoble        |
| 2011  | novembre    | CNRS/ENSMA pPrime                                                  | Poitiers       |
| 2009  | 8 octobre   | EDF Cordemais                                                      | Nantes         |
| 2007  | 22 mars     | Veolia                                                             | Limay          |
| 2001  | 13 décembre | École des Mines d'Albi                                             | Albi           |
| 2001  | 15 mars     | Cerchar                                                            | Mazingarbe     |
| 2000  | 10 octobre  | Fives Pillard                                                      | Marseille      |
| 2000  | 30 mars     | CNRS ICARE                                                         | Orléans        |
| 1999  | 14 octobre  | Gaz de France                                                      | Saint-Denis    |
| 1999  | 31 mars     | École des Mines de Douai                                           | Douai          |
| 1998  | 29 mai      | Air Liquide                                                        | Jouy-en-Josas  |

### Membres
Le comité français de l'IFRF (CF-IFRF) est composé de 24 organisations du secteur industriel et de la recherche universitaire impliqués dans la combustion industrielle et l'étude des flammes en France :
- L'ADEME ;
- Air Liquide ;
- ArcelorMittal ;
- Axens/Heurtey Petrochem ;
- Babcock Wanson[66] ;
- CERFACS[66] ;
- CETIAT (Centre technique des industries aérauliques et thermiques)[67];
- Engie ;
- Fives Pillard ;
- Fives Stein ;
- GDTech ;
- GRTgaz ;
- IFP Énergies Nouvelles[66] ;
- Saint-Gobain Conceptions Verrières ;
- TechnipFMC ;
- TotalEnergies.

Et des laboratoires :
- du CNRS :
  - CORIA UMR 6614 ;
  - EM2C UPR 288 ;
  - ICARE UPR 3021 ;
  - IMFT UMR 5502 ;
  - LAMHI UMR 8201 ;
  - PC2A UMR 8522 ;
  - PRISME EA4229.
- et le Laboratoire gestion des risques et environnement à Mulhouse.

### Anciens membres
- CEA/DRT/LITEN,
- Électricité de France,
- École des mines d'Albi-Carmaux ;
- SNET / Cerchar,
- Imerys,
- John Zink Hamworthy Combustion ;
- Service de Thermique et de Combustion de l'université de Mons, en Belgique,
- Veolia Environnement.